# Tổng công ty Hàng hải Việt Nam
Tổng công ty Hàng hải Việt Nam được thành lập vào ngày 29/4/1995 theo Quyết định của Thủ tướng Chính phủ với sứ mệnh sẽ là doanh nghiệp nòng cốt, chủ lực của ngành Hàng hải Việt Nam. Tổng công ty Hàng hải Việt Nam trước đây có tên thương hiệu là Vinalines, Ngày 18/8/2020, Tổng công ty Hàng hải Việt Nam chính thức chuyển thành công ty cổ phần theo Quyết định số 751/QĐ-TTg ngày 20/6/2018 của Thủ tướng Chính phủ. Thương hiệu mới của Tổng công ty khi chuyển thành công ty cổ phần là VIMC (Vietnam Maritime Corportation). Vốn điều lệ của VIMC là 12,006 tỷ đồng.
Trải qua quá trình hơn 27 năm hình thành và phát triển, VIMC đã vươn mình trở thành một trong những doanh nghiệp đi đầu trong việc mở cửa hợp tác, hội nhập quốc tế, cung cấp dịch vụ hàng hải trên phạm vi toàn cầu, đóng góp quan trọng vào sự nghiệp phát triển kinh tế biển của Việt Nam.

## Lịch sử
Năm 1995: Thành lập Tổng công ty Hàng hải Việt Nam (Vinalines), doanh nghiệp nhà nước có vai trò chủ đạo trong ngành hàng hải Việt Nam, theo Quyết định số 250/TTg của Thủ tướng Chính phủ. Bao gồm 24 doanh nghiệp thành viên, với đội tàu 49 chiếc có tổng trọng tải khoảng 400.000 DWT, hệ thống cảng biển với 6.900m cầu bến và tổng số vốn nhà nước gần 1.500 tỷ đồng.
Năm 2000: Sau 5 năm, đội tàu của Vinalines được tăng lên là 79 chiếc, tổng trọng tải cũng tăng tới hơn 844.000 DWT. Ngoài ra, công ty còn mở tuyến vận tải container nội địa. Đây là một bước phát triển lớn trong vận tải container và vận tải đa phương thức ở Việt Nam.
Năm 2005: Đội tàu của Vinalines là 104 chiếc, tổng trọng tải gần 1,2 triệu DWT, tuổi tàu trung bình 17,4. Tổng số m cầu cảng gần 9.000m, số vốn nhà nước hơn 2.900 tỷ đồng. Đưa vào sử dụng tòa nhà Ocean Park tại số 01 phố Đào Duy Anh với quy mô 21 tầng chức năng làm trụ trở của Vinalines và văn phòng cho thuê.
Năm 2010: Đội tàu của Vinalines là 150 chiếc, tổng trọng tải gần 2,7 triệu DWT, tuổi trung bình 16,2, tổng số m cầu bến hơn 16.000 m, sản lượng hàng thông qua cảng gần 70 triệu tấn, vốn nhà nước là 8.087 tỷ đồng. Nộp Ngân sách Nhà nước hơn 3.900 tỷ đồng.
Năm 2015: Tái cơ cấu, cổ phần hóa các doanh nghiệp thành viên. Tập trung hoạt động vào 3 lĩnh vực: Vận tải biển, khai thác cảng biển, dịch vụ hàng hải & Logistics.
Năm 2018: Hoàn thành Cổ phần hóa và IPO đối với Công ty mẹ - Tổng công ty Hàng hải Việt Nam.
Năm 2020: Tổ chức thành công Đại hội cổ đông thành lập công ty cổ phần công ty mẹ, ngày 18/8/2020 chuyển sang hoạt động theo mô hình công ty cổ phần với tên thương hiệu mới là VIMC.

## Lĩnh vực hoạt động
Lĩnh vực kinh doanh chính của VIMC là: Vận tải biển, Khai thác Cảng biển và Dịch vụ Hàng hải.
- Vận tải biển:

VIMC sở hữu, quản lý đội tàu gồm 65 chiếc, trong đó có 05 tàu dầu, 10 tàu container, 50 tàu hàng khô. Tổng trọng tải đội tàu khoảng 1,5 triệu DWT tương đương 21% đội tàu của Việt Nam, trọng tải bình quân 23.019 DWT/tàu, tuổi tàu trung bình là 19 tuổi. Các doanh nghiệp kinh doanh vận tải biển của Tổng  công ty có bề dày kinh nghiệm khai thác tàu, thuyền viên có năng lực, đội tàu vận  chuyển đa dạng và mạng lưới khách hàng tương đối lớn so với các doanh nghiệp  trong nước
- Khai thác Cảng biển:

VIMC hiện có vốn góp tại 16 doanh nghiệp khai thác cảng, trong đó có 11 công ty con. Hệ thống cảng của Tổng công ty trải dài trên khắp cả nước với 75 cầu cảng có tổng chiều dài 13.571 m, chiếm hơn 26% tổng số cầu cảng và gần 17% tổng số chiều dài cầu cảng của cả nước. Cảng biển là một thế mạnh, lợi thế sẵn có, lĩnh vực kinh doanh chiến lược, luôn đem lại doanh thu và lợi nhuận ổn định cho Tổng công ty qua các năm.
- Dịch vụ Hàng hải

VIMC hiện có vốn góp tại 09 doanh nghiệp hoạt động trong lĩnh vực dịch vụ hàng hải. Các doanh nghiệp cung cấp các dịch vụ hàng hải đa dạng: vận tải đa phương thức, đại lý tàu biển, đại lý vận tải hàng hóa bằng đường biển, dịch vụ kho bãi, bốc xếp hàng hóa với tổng diện tích kho, bãi là 543.765 m2. Dịch vụ hàng hải có mối quan hệ mật thiết với hoạt động vận tải biển và cảng biển của VIMC, vừa đóng vai trò hỗ trợ để hai lĩnh vực kinh doanh này có thể nâng cao năng lực hoạt động, vừa phối hợp cung cấp dịch vụ logistics hoàn chỉnh tới các khách hàng.

## Các đơn vị thành viên
VIMC hiện quản lý 34 doanh nghiệp thành viên hoạt động trong các lĩnh vực kinh doanh chính là vận tải biển, khai thác cảng biển, dịch vụ hàng hải, trong đó, VIMC nắm giữ tỷ lệ vốn chi phối tại 19 doanh nghiệp, có vốn góp không chi phối tại 15 doanh nghiệp.
- Công ty mẹ - Tổng công ty gồm:
  - Chi nhánh tổng công ty Hàng hải Việt Nam tại Hải Phòng,
  - Chi nhánh tổng công ty Hàng hải Việt Nam tại TP. HCM,
  - Công ty vận tải biển VIMC (VLC),
  - Công ty vận tải biển container VIMC (VCS),
  - Công ty nhân lực VIMC (MANPOWER),
  - Công ty kho bãi VIMC Hải Phòng (WAREHOUSING) và
  - Ban quản lý dự án chuyên ngành Hàng hải

- Công ty con gồm:
  - Công ty cổ phần Cảng Sài Gòn[3],
  - Công ty cổ phần Cảng Hải Phòng[4],
  - Công ty cổ phần Cảng Đà Nẵng,
  - Công ty cổ phần Cảng Cam Ranh,
  - Công ty cổ phần Cảng Quy Nhơn,
  - Công ty cổ phần Cảng Cần Thơ,
  - Công ty cổ phần Cảng Nghệ Tĩnh,
  - Công ty cổ phần Cảng VIMC Đình Vũ,
  - Công ty TNHH MTV Dịch vụ Hàng hải Hậu Giang,
  - Công ty cổ phần Đầu tư Cảng Cái Lân,
  - Công ty TNHH Vận chuyển hàng Công nghệ cao,
  - Công ty cổ phần Vận tải biển Việt Nam,
  - Công ty CP Vận tải và thuê tàu biển Việt Nam,
  - Công ty cổ phần Vận tải biển Vinaship,
  - Công ty TNHH MTV Vận tải Biển Đông,
  - Công ty cổ phần Phát triển Hàng hải,
  - Công ty cổ phần Đại lý Hàng hải Việt Nam (VOSA),
  - Công ty cổ phần VIMC Logistics Việt Nam và
  - Công ty cổ phần Vinalines Nha Trang.

- Công ty liên kết:
  - Công ty TNHH Cảng Quốc tế Cái Mép,
  - Công ty Liên doanh Dịch vụ container quốc tế Cảng Sài Gòn,
  - Công ty TNHH cảng Quốc tế SP-PSA,
  - Công ty CP Tư vấn xây dựng công trình Hàng hải,
  - Công ty cổ phần Cảng Khuyến Lương,
  - Công ty CP Cảng Năm Căn,
  - Công ty cổ phần Hàng hải Đông Đô,
  - Công ty CP Vận tải biển và Hợp tác lao động quốc tế,
  - Công ty cổ phần Vận tải biển và Thương mại Phương Đông,
  - Công ty CP Dịch vụ vận tải và Thương mại (TRANSCO),
  - Công ty cổ phần Vận tải biển Hải âu,
  - Công ty Liên doanh Vận tải quốc tế Nhật Việt và
  - Công ty TNHH khai thác Container Việt Nam.

## Tầm nhìn - Sứ mệnh - Giá trị cốt lõi

### Tầm nhìn
VIMC mong muốn hướng đến là lựa chọn số 1 trong cung cấp chuỗi giải pháp dịch vụ logistics trọn gói toàn cầu, đóng góp để đưa Việt Nam thịnh vượng từ biển.

### Sứ mệnh
- Đối với đất nước: Đưa Việt Nam trở thành quốc gia - điểm đến quan trọng có vị trí chiến lược trên bản đồ hàng hải thế giới.
- Đối với khách hàng: Mang lại những giá trị vượt trội và mở rộng cơ hội tiếp cận, giao thương toàn cầu cho khách hàng thông qua hệ sinh thái các sản phẩm về chuỗi giải pháp dịch vụ logistics trọn gói toàn cầu.
- Đối với đội ngũ: Xây dựng môi trường văn hoá doanh nghiệp đậm tinh thần nhân văn, nơi mọi cá nhân được khuyến khích phát huy tối đa trí tuệ, lòng nhiệt huyết, khơi gợi những tiềm năng sáng tạo và được ghi nhận, trao cơ hội hiện thực hoá những ước mơ.

### Giá trị cốt lõi
- Kỷ luật: Là nguyên tắc làm việc thượng tôn
- Tận tâm: Là tinh thần tận tụy và nhiệt huyết của đội ngũ
- Sáng tạo: Là tư duy đổi mới, thắp lên những ý tưởng sáng tạo
- Đồng lòng: Là cùng chí hướng để kiến tạo những thành công
- Liêm chính: Là phẩm chất, tiêu chuẩn đạo đức nghề nghiệp

## Ban lãnh đạo
- Chủ tịch Hội đồng quản trị: Lê Anh Sơn
- Tổng giám đốc kiêm Thành viên Hội đồng quản trị: Nguyễn Cảnh Tĩnh
- Thành viên Hội đồng quản Trị: Nguyễn Đình Chung, Đỗ Tiến Đức, Đỗ Hùng Dương
- Phó Tổng giám đốc: Lê Quang Trung, Phạm Anh Tuấn, Nguyễn Ngọc Ánh
- Trưởng Ban Kiểm soát: Lương Đình Minh